# Adolf Vratislav ze Šternberka
Adolf Vratislav hrabě ze Šternberka, případně ze Sternbergu (celým jménem Oldřich Adolf Vratislav ze Šternberka, německy Udalrich Adolph Wratislaw von Sternberg; 1627 Postoloprty – 4. září 1703 Zásmuky) byl český šlechtic a diplomat z rodu Šternberků (Sternbergů), zastával nejvyšší zemské úřady, kariéru završil téměř dvacetiletým působením v úřadě nejvyššího purkrabí Českého království. Vlastnil panství Častolovice a Zásmuky.

## Původ a mládí
Narodil se jako syn Jana Rudolfa ze Šternberka (1601–1638) a jeho manželky Heleny Eustachie Křinecké z Ronova († 1644). Jeho starší bratr Štěpán Jiří ze Šternberka (1626–1706) si zvolil vojenskou kariéru a dosáhl hodnosti plukovníka.
Adolf Vratislav navštěvoval jezuitské gymnázium v Praze, kde ho mimo jiné vyučoval Bohuslav Balbín. Ve studiu pokračoval na Filozofické fakultě Karlo-Ferdinandovy univerzity v Praze, kde magisterská studia dokončil v roce 1655. Mezitím absolvoval kavalírskou cestu po evropských zemích a v roce 1648 je doložen jeho studijní pobyt na univerzitě v Lovani.

## Kariéra

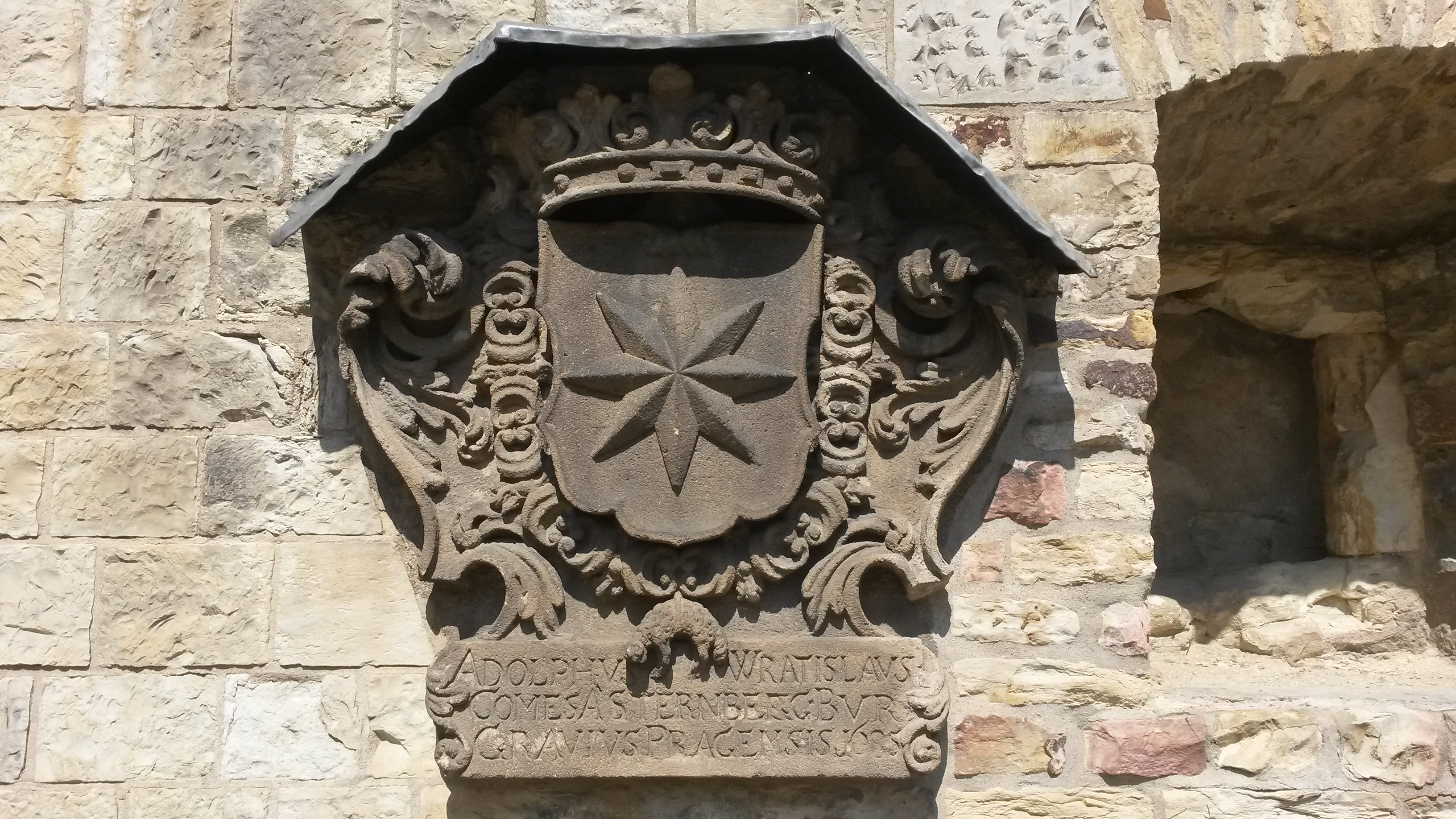
Erb Adolfa Vratislava ze Šternberka na dvoře Starého purkrabství na Pražském hradě s vročením 1685

Byl oblíbencem císaře Leopolda I., který jej v rozporu s dvorským protokolem oslovoval v korespondenci křestním jménem. Již od roku 1654 byl císařským komorníkem u dvora Ferdinanda III., v této funkci byl v roce 1657 potvrzen během korunovace Leopolda I. na římského císaře ve Frankfurtu. Po pobytu u císařského dvora a ve vysokých funkcích v zemské správě Českého království se uplatnil jako diplomat, od října 1673 do dubna 1674 působil jako císařský vyslanec u dvora Karla XI. ve Švédsku. Doprovázela ho i jeho choť Anna Lucie. Jeho hlavním úkolem bylo zabránit Švédsku, aby válčilo po straně francouzského krále Ludvíka XIV. proti Spojeným provinciím nizozemským. Tohoto cíle však nedosáhl. Po návratu do Vídně sepsal obsáhlou, mnohostránkovou zprávu o situaci ve Švédském království. V roce 1676 se vydal na diplomatickou misi ke dvoru braniborského kurfiřta Fridricha Viléma I. Získal titul císařského komořího, tajného rady a v roce 1687 dokonce Řád zlatého rouna.
V roce 1661 byl povýšen do stavu říšských hrabat, spolu s ním i jeho bratr Štěpán Jiří a další příbuzní Jan Norbert († 1678) a Ignác Karel († 1700). V roce 1662 získal i český hraběcí titul.
Od roku 1678 natrvalo přesídlil z Vídně do Prahy., téhož roku byl jmenován tajným radou. Zastával nejvyšší zemské úřady v Českém království. Přes post viceprezidenta rady nad apelacemi (1659–1667), místokancléře (1667–1678), nejvyššího zemského sudího (1678–1685) dosáhl nejvyššího zemského úřadu v Českém království – nejvyššího purkrabího. Tuto funkci zastával až do své smrti v roce 1703.
Zemřel na svém panství v Zásmukách. Pohřben byl se svou ženou v rodinné hrobce, kterou nechal vystavět v kostele Stigmatizace sv. Františka při františkánském klášteře v Zásmukách. Náhrobní deska se dochovala dodnes.

## Majetek

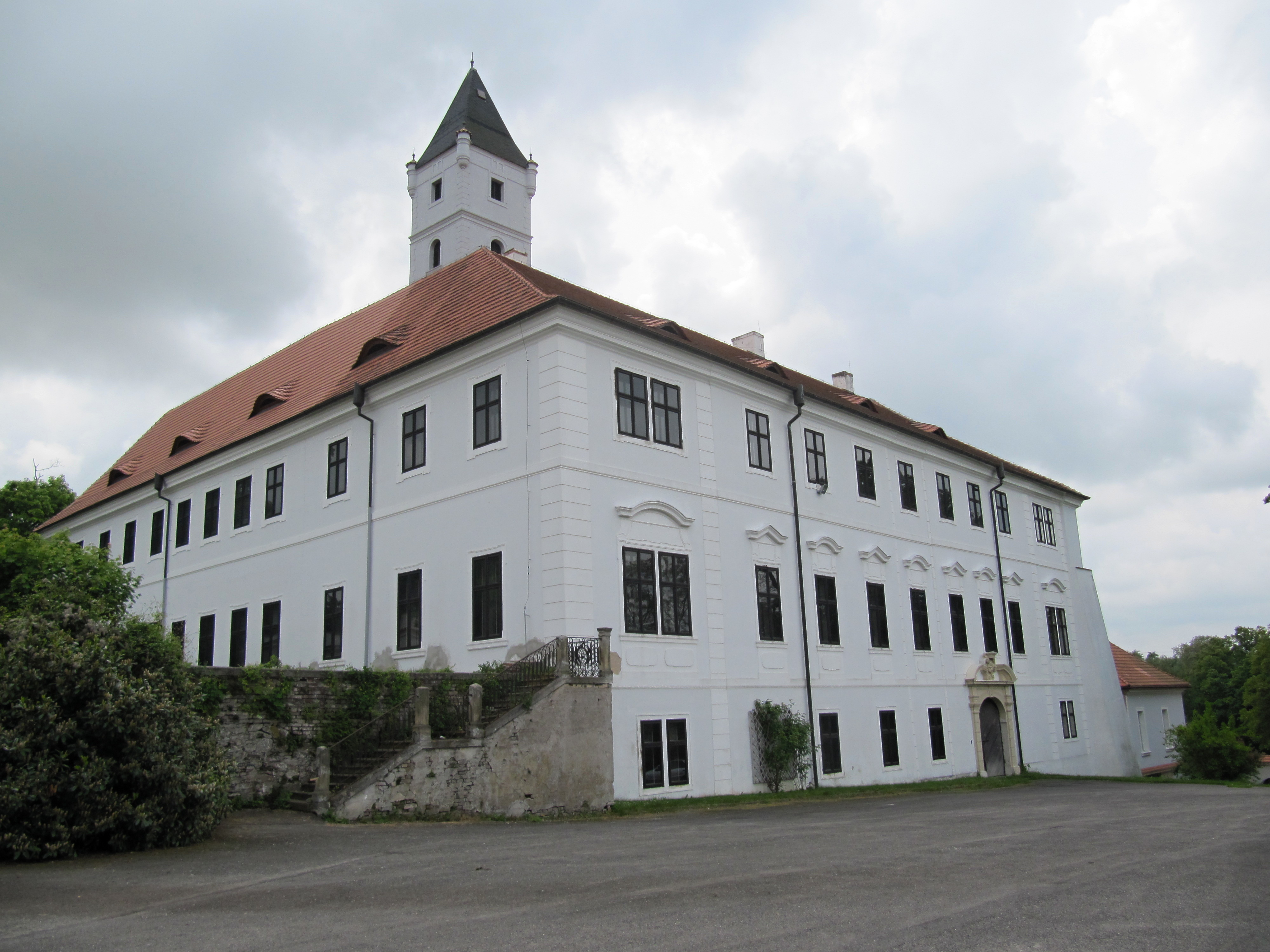
Zámek v Zásmukách

V roce 1653 zdědil panství Zásmuky u Kolína, které tehdy tvořil zámek, dvůr a městečko Zásmuky, jedno další městečko, dvě tvrze a 12 vsí. Zámek nechal opravit a přestavět v raně barokním stylu, komplex získal trojkřídlou dispozici, pilířové arkády a věž čtvercového půdorysu v severovýchodním rohu nádvoří. Stavební aktivitu Adolfa Vratislava připomíná šternberský znak na ostění vstupního portálu a malovaný alianční šternbersko-slavatovský znak na průčelí vstupní věže. Adolf Vratislav učinil zámek svým hlavním vesnickým sídlem. Zajížděli sem vyslanci a návštěvy od císařského dvora. V Zásmukách také v roce 1691 založil františkánský klášter a v jeho kostele sv. Františka Serafinského nechal zbudovat rodinnou hrobku. Na sever od Zásmuk nechal v roce 1681 postavit kapli Narození Panny Marie jako poděkování za odvrácení moru.

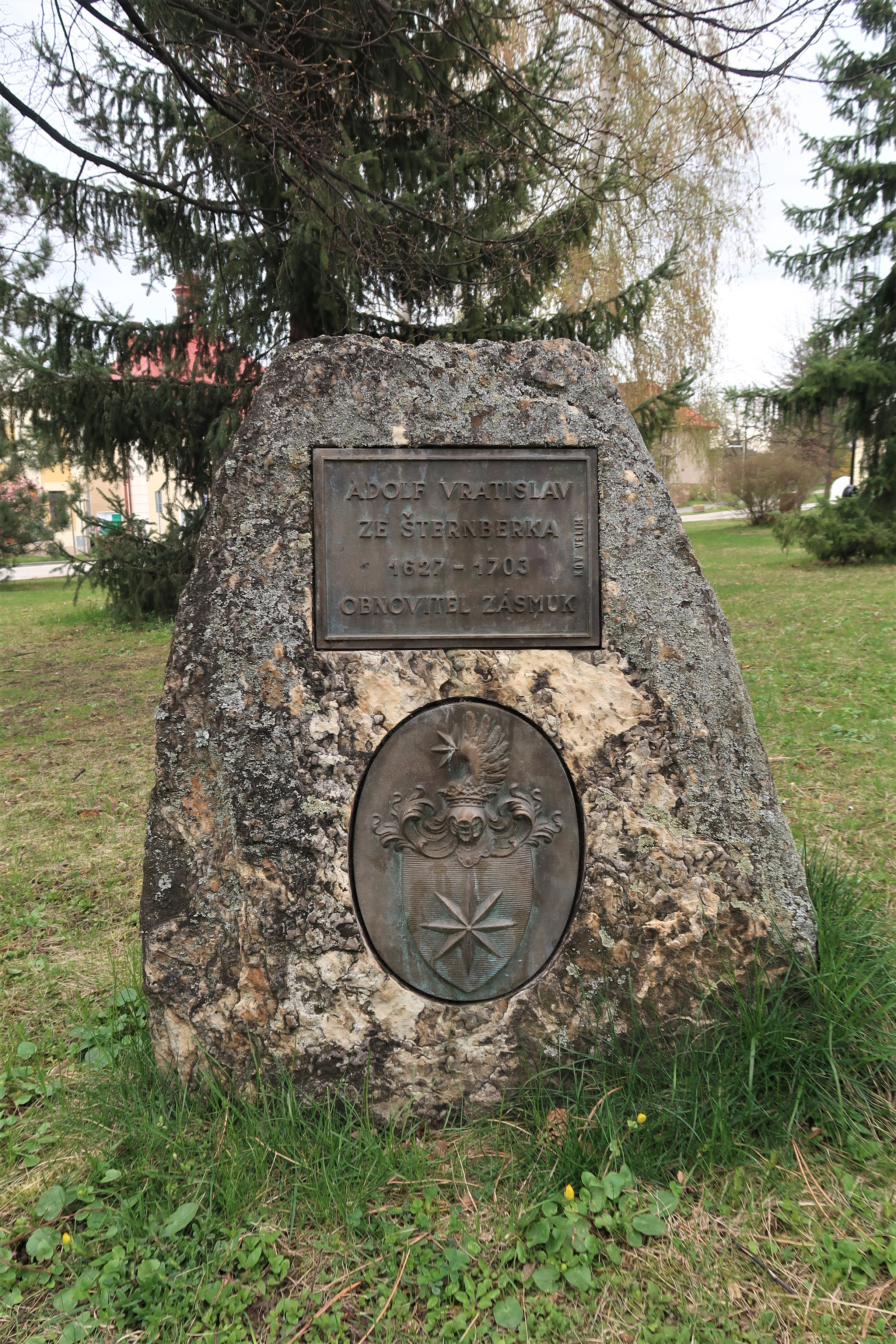
Pamětní deska Adolfa Vratislava ze Šternberka na náměstí v Zásmukách

Panství Žirovnici a Stráž nad Nežárkou přinesla rodině v roce 1654 jako věno manželka Anna Lucie. Vlastnil také Šternberský palác na Malostranském náměstí v Praze, který vznikl spojením dvou domů zakoupených v letech 1664 (levý dům) a 1684 (pravý). V roce 1686 zdědil zámek v Cerhenicích.
V roce 1694 koupil z dědictví své manželky od hraběte Tomáše Zachea Černína z Chudenic panství Častolovice. V Častolovickém zámku je nad krbem v Sále předků vyobrazen alianční znak Adolfa Vratislava a jeho manželky Anny Lucie Slavatové. V 90. letech 17. století nechal ve zmiňovaném sále umístit 38 portrétů předků. Šlechtic si také objednal prospekt Častolovic, který byl vyhotoven v roce 1696 a do poloviny 18. století byl jediným dokladem obrazových reprezentací panství hrabat ze Šternberka.
V roce 1701 se Zásmuky a Častolovice staly nedělitelným rodinným svěřenectvím (fideikomis).

## Rodina

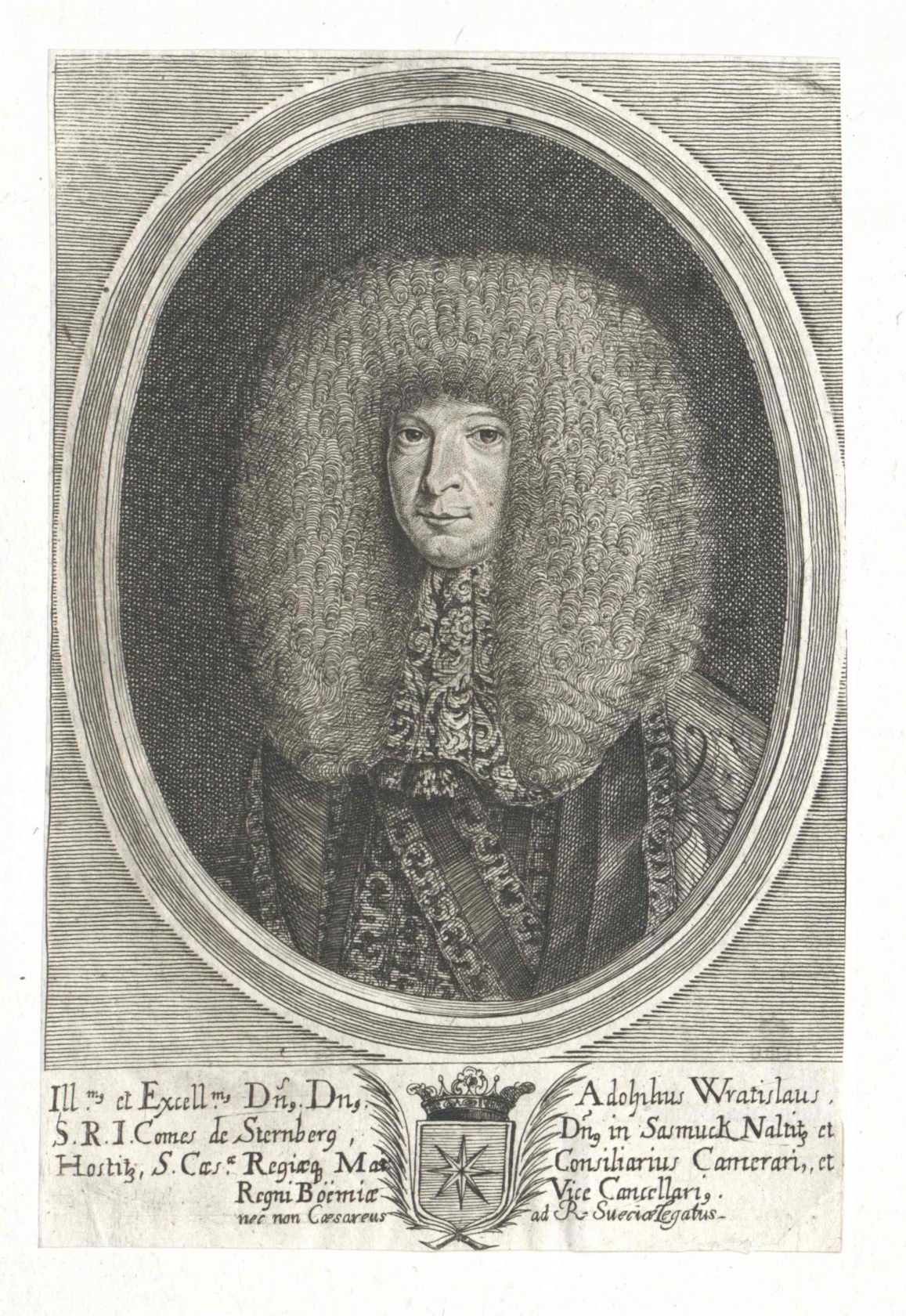
Adolf Vratislav ze Šternberka, rytina

Oženil se 16. ledna 1655 s hraběnkou Annou Lucií Slavatovou z Chlumu a Košumberka (17. červenec 1637 Vídeň – 3. březen 1703 Praha, pohřbena v Zásmukách), dcerou Jáchyma Oldřicha Slavaty z Chlumu a Košumberka (1606 Jindřichův Hradec – 4. květen 1645 Bruck an der Mur) a jeho manželky Marie Františky Terezie z Meggau (28. říjen 1609 Vídeň – 22. září 1676 Vídeň). Narodilo se jim 14 dětí, mezi nimi:
- 1. [rodiče nejistí] Marie Anna Klára († 1699)
  - ∞ Jan Vilém z Kounic (1656 – 20. 3. 1721)
- 2. Maria Eleonora (1656 – 2. 12. 1706)
  - ∞ (25. 11. 1675 Vídeň) Dominik Ondřej I. z Kounic (30. 11. 1654 – 11. 1. 1705)
- 3. Marie Renata (1658 – 17. 2. 1724?)
  - ∞ Karel Josef Paar (20. 5. 1654 – 12. 5. 1725)
- 4. František Karel
- 5. Josef (* 1667)
- 6. Marie Josefa (31. 10. 1668 – 28. 12. 1747)
  - ∞ (6. 4. 1697 Praha) Jiří Adam II. Bořita z Martinic (1650 – 24. 7. 1714)
- 7. Maria Karolina Josefa (asi 1670 – 9. 4. 1754)
  - ∞ (9. 3. 1692) Jan Antonín II. Josef z Eggenbergu (6. 1. 1669 – 9. 1. 1716)
- 8. Marie Terezie (* po 1671)
  - ∞ Jan Maxmilián z Thun-Hohenstein (1. 12. 1673 – 25. 3. 1701)
- 9. František Damián Jakub Josef (26. 7. 1676 Vídeň – 15. 5. 1723 Častolovice)
  - ∞ (25. 11. 1699 Praha) Marie Josefa z Trauttmansdorffu (29. 8. 1681 – 30. 11. 1742)
- 10. František Leopold (9. 7. 1680 Praha – 14. 5. 1745 Žirovnice)[25]
  - ∞ (4. 6. 1708 Vídeň) Marie Anna Johana ze Schwarzenbergu (23. 11. 1688 Vídeň – 27. 9. 1757 Praha)[25]

Synové založili dvě linie rodu, František Damián založil Damiánovu linii se sídlem Zásmukách a Častolovicích a František Leopold Leopoldovu linii se sídlem v Žirovnici.